# TNA World Championship
TNA World Championship (em português: Campeonato Mundial da TNA) é um campeonato mundial de luta livre profissional criado e promovido pela Total Nonstop Action Wrestling (TNA). É o principal campeonato da promoção. Como a maioria dos campeonatos de luta livre profissional, o título é conquistado por pinfall ou finalização. O atual campeão é Trick Williams, que está em seu primeiro reinado e é o primeiro lutador sob contrato com a WWE a deter o cinturão.
Antes da criação do campeonato, a TNA controlava o Campeonato Mundial dos Pesos Pesados da NWA através de um acordo com a National Wrestling Alliance (NWA). Em 2007, o acordo entre a TNA e a NWA terminou, levando à criação do Campeonato Mundial dos Pesos Pesados da TNA. O campeonato foi revelado em 14 de maio de 2007, na gravação do principal programa de televisão da TNA, Impact!, que foi ao ar em 17 de maio de 2007. O campeão inaugural foi Kurt Angle, que também detém o recorde de maior número de reinados, com seis.
Quando a TNA mudou seu nome e se tornou Impact Wrestling em março de 2017, o título foi renomeado logo depois para refletir a mudança. Depois que o Impact Wrestling foi renomeado para Global Force Wrestling (GFW) no final daquele ano, o título foi unificado com o original Campeonato Global da GFW no Slammiversary XV e se tornou o Campeonato Mundial Unificado de Pesos Pesados da GFW. Seguindo Destination X, o título assumiu o nome do Campeonato Global da GFW e manteve a antiga linhagem da TNA. Em 23 de outubro de 2017, o nome GFW foi abandonado e o nome da empresa voltou a ser Impact Wrestling quando a empresa rompeu os laços com Jeff Jarrett, e ele levou o nome GFW com ele. No entanto, o Impact Wrestling manteve o nome Campeonato Global para o seu campeonato e o título foi então chamado de Campeonato Global da Impact. No episódio de 1º de fevereiro de 2018 do Impact!, o título ficou conhecido como Campeonato Mundial da Impact. Em 4 de junho de 2018, o título foi unificado com o Campeonanto Grand da Impact e em 13 de março de 2021, foi unificado com o Campeonato Mundial dos Pesos Pesados da TNA, que foi brevemente sancionado em 2021 como um título separado do Campeonato Mundial da Impact. Em janeiro de 2024, o Impact Wrestling voltou ao nome TNA, renomeando assim o título como Campeonato Mundial da TNA.

## História

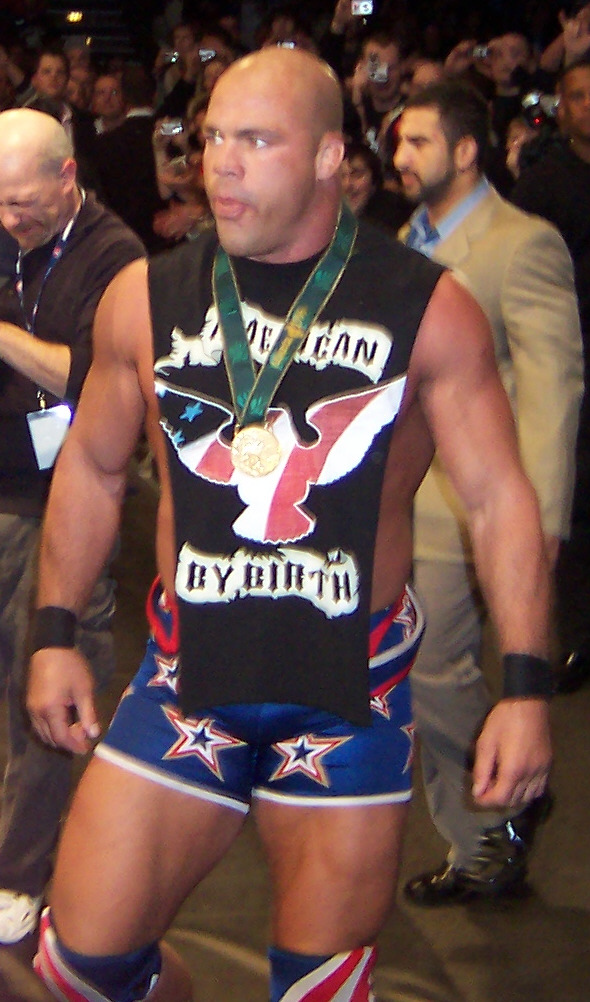
Campeão inaugural, Kurt Angle.

A TNA Wrestling foi formada como NWA: Total Nonstop Action em maio de 2002.[carece de fontes?] Mais tarde naquele mesmo ano, a TNA recebeu o controle sobre os Campeonatos Mundiais dos Pesos Pesados e Mundiais de Duplas da NWA pelo órgão regulador da National Wrestling Alliance (NWA); posteriormente tornando-se um território oficial da NWA como NWA-TNA. Em 19 de junho de 2002, a NWA-TNA realizou seu primeiro show; um evento semanal pay-per-view. O evento principal da transmissão foi uma luta Gauntlet for the Gold, em que 20 homens tentaram se jogar por cima da corda superior e cair no chão para eliminar os outros, até que sobraram dois homens que lutaram um estandarte luta de simples para se tornar o primeiro Campeão Mundial dos Pesos Pesados da NWA da era TNA. Ken Shamrock derrotou Malice para ganhar o campeonato vago com Ricky Steamboat como árbitro convidado especial no evento.

### Criação
Os Campeonatos Mundiais dos Pesos Pesados e Mundiais de Duplas da NWA foram disputados na TNA até a manhã de 13 de maio de 2007. Naquele dia, o Diretor Executivo da NWA, Robert Trobich, anunciou que a NWA estava encerrando seu acordo de cinco anos com a TNA, que lhes permitia controle total sobre ambos os títulos. Trobich afirmou que a partir daquela manhã, o então Campeão Mundial dos Pesos Pesados da NWA Christian Cage e os então Campeões Mundiais de Duplas da NWA Team 3D foram destituídos de seus respectivos campeonatos. A suposta motivação por trás dessas ações foi porque Cage se recusou a defender o NWA World Heavyweight Championship contra lutadores de territórios da NWA. Naquele mesmo dia, a TNA estava programada para produzir seu evento Sacrifice, no qual Cage e Team 3D defenderiam seus respectivos campeonatos. No card, Cage estava escalado para defender o Campeonato Mundial dos Pesos Pesados da NWA contra Kurt Angle e Sting em uma luta envolvendo três competidores, também conhecida como luta three-way.
Naquela noite, o gráfico na tela usado para se referir aos campeões e seus respectivos campeonatos creditava tanto Cage quanto o Team 3D como ainda campeões da NWA. Angle derrotou Cage e Sting para ganhar o Campeonato Mundial de Pesos Pesados.
Durante as gravações subsequentes para os próximos dois episódios do Impact!, a TNA não reconheceu o fim do acordo com a NWA, mas deu uma explicação fictícia para a criação de um novo campeonato. O diretor de gestão Jim Cornette, que era a figura de autoridade da TNA na época, decidiu que "devido à crescente exposição mundial da TNA, a empresa precisava ter seus próprios cinturões". No primeiro episódio, transmitido com atraso de fita em 17 de maio, Angle se apresentou como o "novo campeão mundial dos pesos pesados da TNA". No entanto, mais tarde, Cornette despojou Angle do título da TNA devido ao final controverso da luta no evento Sacrifice, e agendou uma luta King of the Mountain pelo campeonato no Slammiversary da TNA, em 17 de junho de 2007. Esse tipo de luta envolve cinco participantes correndo para conseguir um pinfall ou submissão para se tornar elegível a pendurar o cinturão e vencer. Em 15 de maio de 2007, Jeremy Borash revelou o cinturão do Campeonato Mundial dos Pesos Pesados da TNA na edição daquele dia do podcast online da TNA, TNA Today.
Os cinco participantes da luta King of the Mountain foram determinados por uma série de lutas padrão de wrestling que ocorreram no Impact! antes do evento, com Angle derrotando Rhino na primeira luta para garantir sua entrada no episódio de 17 de maio do Impact!. No episódio de 24 de maio do Impact!, Samoa Joe derrotou Sting para se tornar o segundo participante. A terceira luta de qualificação ocorreu no episódio de 31 de maio do Impact!, entre A.J. Styles e Tomko, que foi vencida por Styles. A próxima luta colocou Chris Harris contra James Storm no episódio de 7 de junho do Impact!, que terminou em uma dupla desqualificação, portanto nenhum dos dois avançou para a luta King of the Mountain. A última luta de qualificação foi vencida por Christian Cage sobre Abyss no episódio de 14 de junho do Impact!. No Slammiversary, Angle acabou vencendo a luta King of the Mountain contra Joe, Cage, Styles e Harris, que foi um participante misterioso escolhido por Cornette, para se tornar o "campeão mundial dos pesos pesados indiscutível da TNA".

### Rebranding
No início de 2017, após a TNA se reestruturar como Impact Wrestling, o nome de seu principal show, o TNA World Heavyweight Championship, foi alterado para Impact Wrestling World Heavyweight Championship para refletir as mudanças de nome da empresa.
No Slammiversary XV, o campeão global da GFW, Alberto El Patron, derrotou o campeão mundial dos pesos pesados do Impact Wrestling, Bobby Lashley, para unificar os títulos, com o Campeonato Global da GFW sendo descontinuado e o Campeonato Mundial dos Pesos Pesados da Impact Wrestling mudando seu nome para Campeonato Mundial Unificado da GFW, já que a Impact Wrestling começava a se reestruturar novamente como GFW. Em setembro de 2017, a GFW reverteu sua marca para Impact Wrestling, e o campeonato passou a ser conhecido como Campeonato Global do Impact.
Desde o episódio de 1º de fevereiro de 2018 do Impact!, o título passou a ser conhecido como Campeonato Mundial do Impact. Em 4 de junho de 2018, o título foi unificado com o Impact Grand Championship, com este último sendo oficialmente aposentado.
No Rebellion, Moose apareceu com o antigo cinturão do TNA World Heavyweight Championship (sua 3ª versão de 2011 a 2017, posteriormente modificada com uma faixa branca) e se declarou o novo campeão mundial dos pesos pesados da TNA após derrotar Hernandez e Michael Elgin em uma luta triple threat, que originalmente seria para o Impact World Championship, mas a campeã reinante, Tessa Blanchard, perdeu as gravações devido à pandemia de COVID-19. Embora o título não tenha sido reconhecido oficialmente pela Impact, Moose realizou várias defesas do cinturão. No episódio de 23 de fevereiro de 2021 do Impact!, o vice-presidente executivo, Scott D'Amore, sancionou oficialmente o título auto proclamado de Moose. No Sacrifice, o campeão mundial da Impact, Rich Swann, derrotou Moose para unificar os campeonatos. O título da TNA foi desativado, e o Impact World Championship foi brevemente referido como o Impact Unified World Championship.

### Retorno ao nome TNA
Quando a Impact Wrestling retornou ao seu nome original, TNA Wrestling, o título mundial também voltou a ser chamado pelo seu nome original.

## Torneios pelo campeonato

### Torneio pelo TNA World Heavyweight Championship (2010)
Na edição de 19 de agosto de 2010 do TNA Impact!, o TNA World Heavyweight Championship ficou vago, após o campeão Rob Van Dam sofrer uma lesão fictícia. O título foi colocado em disputa em um torneio envolvendo os oito principais lutadores no ranking do Comitê de Campeonato da TNA. A final do torneio aconteceria no Bound for Glory em 10 de outubro.
|  | Quartas de final (TV - TNA Impact!) | Quartas de final (TV - TNA Impact!) | Quartas de final (TV - TNA Impact!) |                 |                       | Semifinais (PPV - No Surrender) | Semifinais (PPV - No Surrender) | Semifinais (PPV - No Surrender) |  |  | Final (PPV - Bound for Glory) | Final (PPV - Bound for Glory) | Final (PPV - Bound for Glory) |  |
|  |                                     |                                     |                                     |                 |                       |                                 |                                 |                                 |  |  |                               |                               |                               |  |
|  | 1                                   | Jeff Hardy                          | Pin                                 |                 |                       |                                 |                                 |                                 |  |  |                               |                               |                               |  |
|  | 1                                   | Jeff Hardy                          | Pin                                 |                 |                       |                                 |                                 |                                 |  |  |                               |                               |                               |  |
|  | 8                                   | Rob Terry                           | 03:17                               |                 |                       |                                 |                                 |                                 |  |  |                               |                               |                               |  |
|  | 8                                   | Rob Terry                           | 03:17                               |                 | Jeff Hardy*           | Jeff Hardy*                     | NC                              |                                 |  |  |                               |                               |                               |  |
|  |                                     |                                     |                                     |                 | Jeff Hardy*           | Jeff Hardy*                     | NC                              |                                 |  |  |                               |                               |                               |  |
|  |                                     |                                     | Kurt Angle*                         | Kurt Angle*     | 30:00                 |                                 |                                 |                                 |  |  |                               |                               |                               |  |
|  | 4                                   | Kurt Angle                          | Kurt Angle*                         | Kurt Angle*     | 30:00                 | Sub                             |                                 |                                 |  |  |                               |                               |                               |  |
|  | 4                                   | Kurt Angle                          |                                     |                 |                       |                                 |                                 |                                 |  |  |                               |                               |                               |  |
|  | 5                                   | Douglas Williams                    | 04:52                               |                 |                       |                                 |                                 |                                 |  |  |                               |                               |                               |  |
|  | 5                                   | Douglas Williams                    | 04:52                               |                 | Jeff Hardy Kurt Angle | Jeff Hardy Kurt Angle           | Pin                             |                                 |  |  |                               |                               |                               |  |
|  |                                     |                                     |                                     |                 |                       |                                 |                                 |                                 |  |  |                               |                               |                               |  |
|  |                                     |                                     | Mr. Anderson                        | Mr. Anderson    | 18:37                 |                                 |                                 |                                 |  |  |                               |                               |                               |  |
|  | 2                                   | Jay Lethal                          | Mr. Anderson                        | Mr. Anderson    | 18:37                 | Pin                             |                                 |                                 |  |  |                               |                               |                               |  |
|  | 2                                   | Jay Lethal                          |                                     |                 |                       |                                 |                                 |                                 |  |  |                               |                               |                               |  |
|  | 7                                   | Mr. Anderson                        | 04:11                               |                 |                       |                                 |                                 |                                 |  |  |                               |                               |                               |  |
|  | 7                                   | Mr. Anderson                        | 04:11                               |                 | Mr. Anderson          | Mr. Anderson                    | Pin                             |                                 |  |  |                               |                               |                               |  |
|  |                                     |                                     |                                     |                 | Mr. Anderson          | Mr. Anderson                    | Pin                             |                                 |  |  |                               |                               |                               |  |
|  |                                     |                                     | D'Angelo Dinero                     | D'Angelo Dinero | 16:58                 |                                 |                                 |                                 |  |  |                               |                               |                               |  |
|  | 3                                   | D'Angelo Dinero                     | D'Angelo Dinero                     | D'Angelo Dinero | 16:58                 | Pin                             |                                 |                                 |  |  |                               |                               |                               |  |
|  | 3                                   | D'Angelo Dinero                     |                                     |                 |                       |                                 |                                 |                                 |  |  |                               |                               |                               |  |
|  | 6                                   | Matt Morgan                         | 04:46                               |                 |                       |                                 |                                 |                                 |  |  |                               |                               |                               |  |

* Angle e Hardy lutaram novamente em um empate na edição de 16 de setembro do Impact!, o que levou Eric Bischoff a transformar a luta final no Bound for Glory em uma triple threat.

### Torneio pelo TNA World Heavyweight Championship (2013)
Em 29 de outubro de 2013, a presidente da TNA, Dixie Carter, desfez o TNA World Heavyweight Championship após o ex-campeão A.J. Styles deixar a empresa. Carter agendou um torneio de oito homens para determinar um novo campeão, que começaria em 7 de novembro. Sete dos oito participantes eram ex-campeões mundiais da TNA, incluindo Jeff Hardy, Chris Sabin, Bobby Roode, James Storm, Kurt Angle, Austin Aries e Samoa Joe. O oitavo participante seria determinado mais tarde naquela noite em uma luta gauntlet, que acabou sendo vencida por Magnus, ao eliminar Kazarian e Sting. As estipulações das lutas do torneio foram determinadas pelo "Wheel of Dixie" (Roda da Dixie); as opções incluíam uma luta Falls Count Anywhere, luta Bull Rope, luta de submissão, luta de escadas, luta Full Metal Mayhem, luta Coalminer's Glove, luta de mesas, luta Dixieland, luta Tuxedo e luta Last Man Standing. A luta entre Storm e Roode seria originalmente uma luta Bull Rope, mas Storm pediu a Carter para alterá-la para uma luta Florida Death match, que não estava na "Wheel of Dixie", o que Carter aceitou. Além disso, o vencedor seria decidido no TNA Final Resolution de 2013.
|  | Quartas de final | Quartas de final | Quartas de final |             |                  | Semifinais | Semifinais | Semifinais |  |  | Final | Final | Final |  |
|  |                  |                  |                  |             |                  |            |            |            |  |  |       |       |       |  |
|  | Impact Wrestling | Jeff Hardy       | Pin1             |             |                  |            |            |            |  |  |       |       |       |  |
|  | Impact Wrestling | Jeff Hardy       | Pin1             |             |                  |            |            |            |  |  |       |       |       |  |
|  | 11/7             | Chris Sabin      | 10:39            |             |                  |            |            |            |  |  |       |       |       |  |
|  | 11/7             | Chris Sabin      | 10:39            |             | Impact Wrestling | Jeff Hardy | Pin5       |            |  |  |       |       |       |  |
|  |                  |                  |                  |             | Impact Wrestling | Jeff Hardy | Pin5       |            |  |  |       |       |       |  |
|  |                  |                  | 12/5             | Bobby Roode | 13:51            |            |            |            |  |  |       |       |       |  |
|  | Turning Point    | Bobby Roode      | 12/5             | Bobby Roode | 13:51            | TKO*2      |            |            |  |  |       |       |       |  |
|  | Turning Point    | Bobby Roode      |                  |             |                  |            |            |            |  |  |       |       |       |  |
|  | 11/23            | James Storm      | 12:36            |             |                  |            |            |            |  |  |       |       |       |  |
|  | 11/23            | James Storm      | 12:36            |             | Final Resolution | Jeff Hardy | 17:42      |            |  |  |       |       |       |  |
|  |                  |                  |                  |             |                  |            |            |            |  |  |       |       |       |  |
|  |                  |                  | 12/19            | Magnus      | Pin7             |            |            |            |  |  |       |       |       |  |
|  | Impact Wrestling | Kurt Angle       | 12/19            | Magnus      | Pin7             | Sub3       |            |            |  |  |       |       |       |  |
|  | Impact Wrestling | Kurt Angle       |                  |             |                  |            |            |            |  |  |       |       |       |  |
|  | 11/14            | Austin Aries     | 18:46            |             |                  |            |            |            |  |  |       |       |       |  |
|  | 11/14            | Austin Aries     | 18:46            |             | Impact Wrestling | Kurt Angle | KO6        |            |  |  |       |       |       |  |
|  |                  |                  |                  |             | Impact Wrestling | Kurt Angle | KO6        |            |  |  |       |       |       |  |
|  |                  |                  | 12/5             | Magnus      | 15:24            |            |            |            |  |  |       |       |       |  |
|  | Turning Point    | Samoa Joe        | 12/5             | Magnus      | 15:24            | Pin4       |            |            |  |  |       |       |       |  |
|  | Turning Point    | Samoa Joe        |                  |             |                  |            |            |            |  |  |       |       |       |  |
|  | 11/23            | Magnus           | 11:22            |             |                  |            |            |            |  |  |       |       |       |  |

## Designs do cinturão

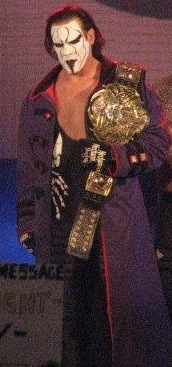
Sting com o design original do cinturão do TNA World Heavyweight Championship.
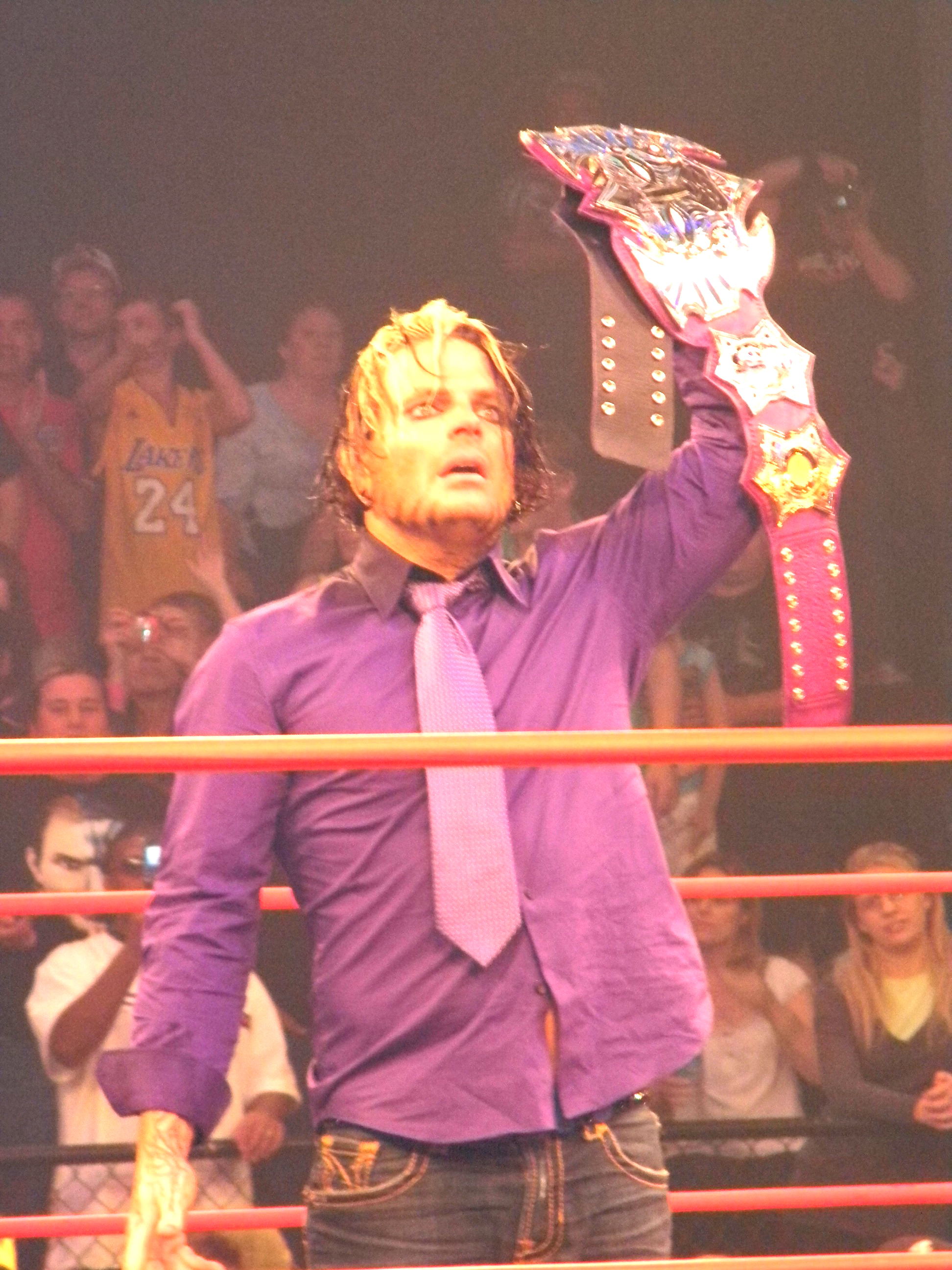
Jeff Hardy com seu design personalizado, chamado de "Immortal Championship", que mais tarde se tornaria oficialmente o segundo design de cinturão, após ser usado por Mr. Anderson e Sting.
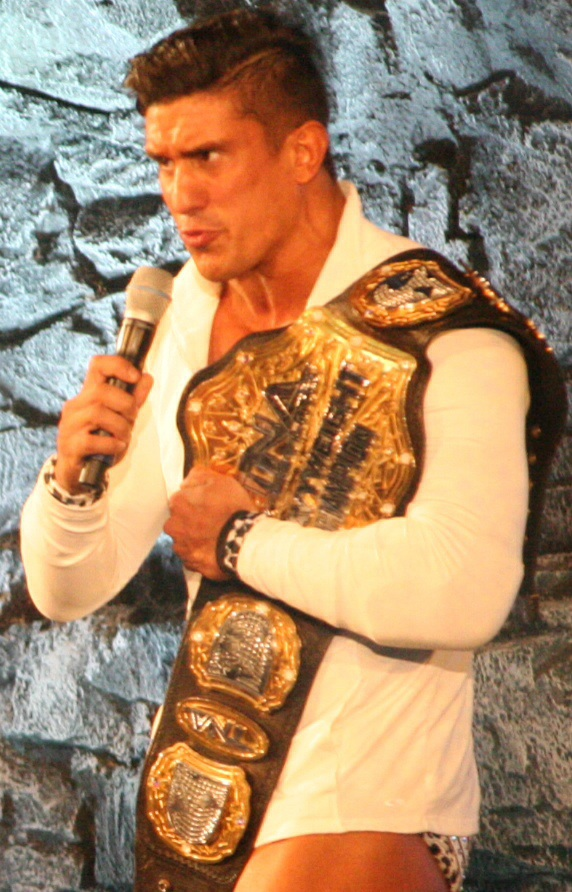
Ethan Carter III com o terceiro design de cinturão do título (2011–2017).
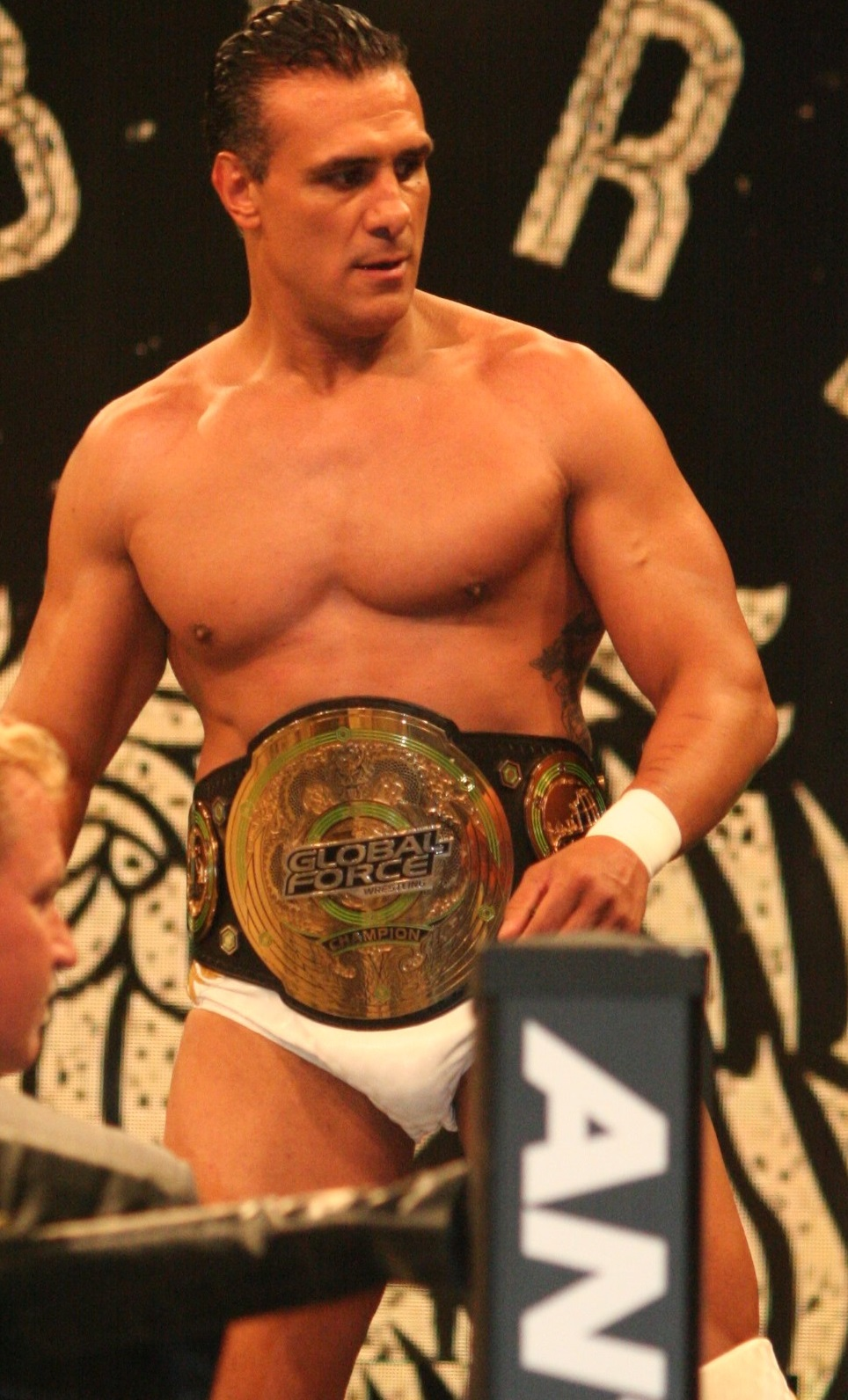
Alberto El Patrón com o quarto design de cinturão, após a empresa ser renomeada para "Global Force Wrestling".
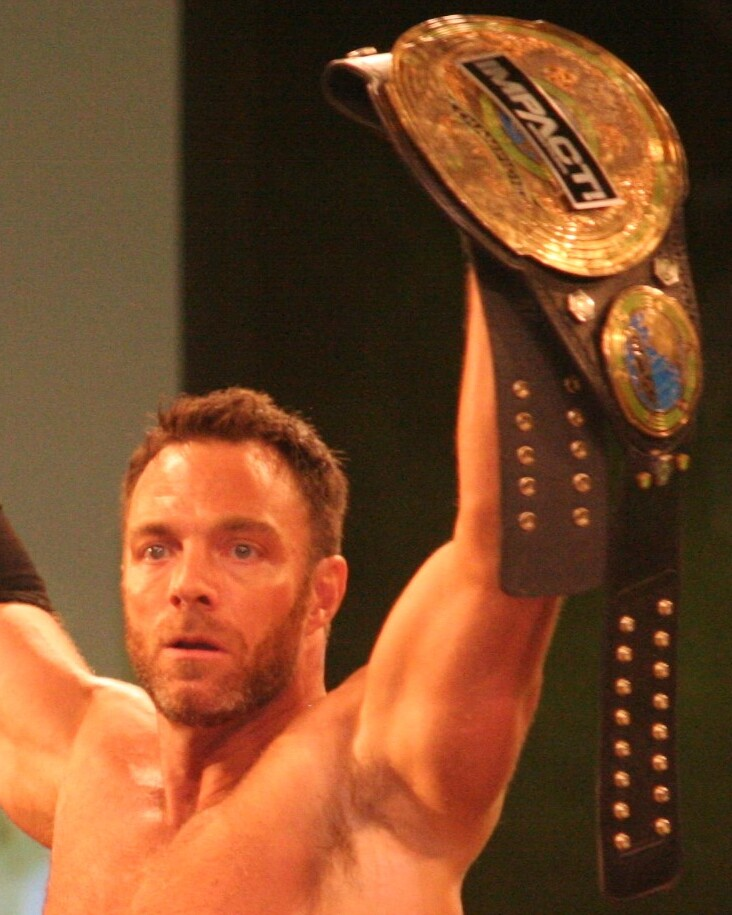
Eli Drake com uma versão modificada do quarto design de cinturão, que adicionou uma placa "Impact Wrestling" ao cinturão para cobrir o logo da Global Force Wrestling após o breve uso desse nome pela empresa.
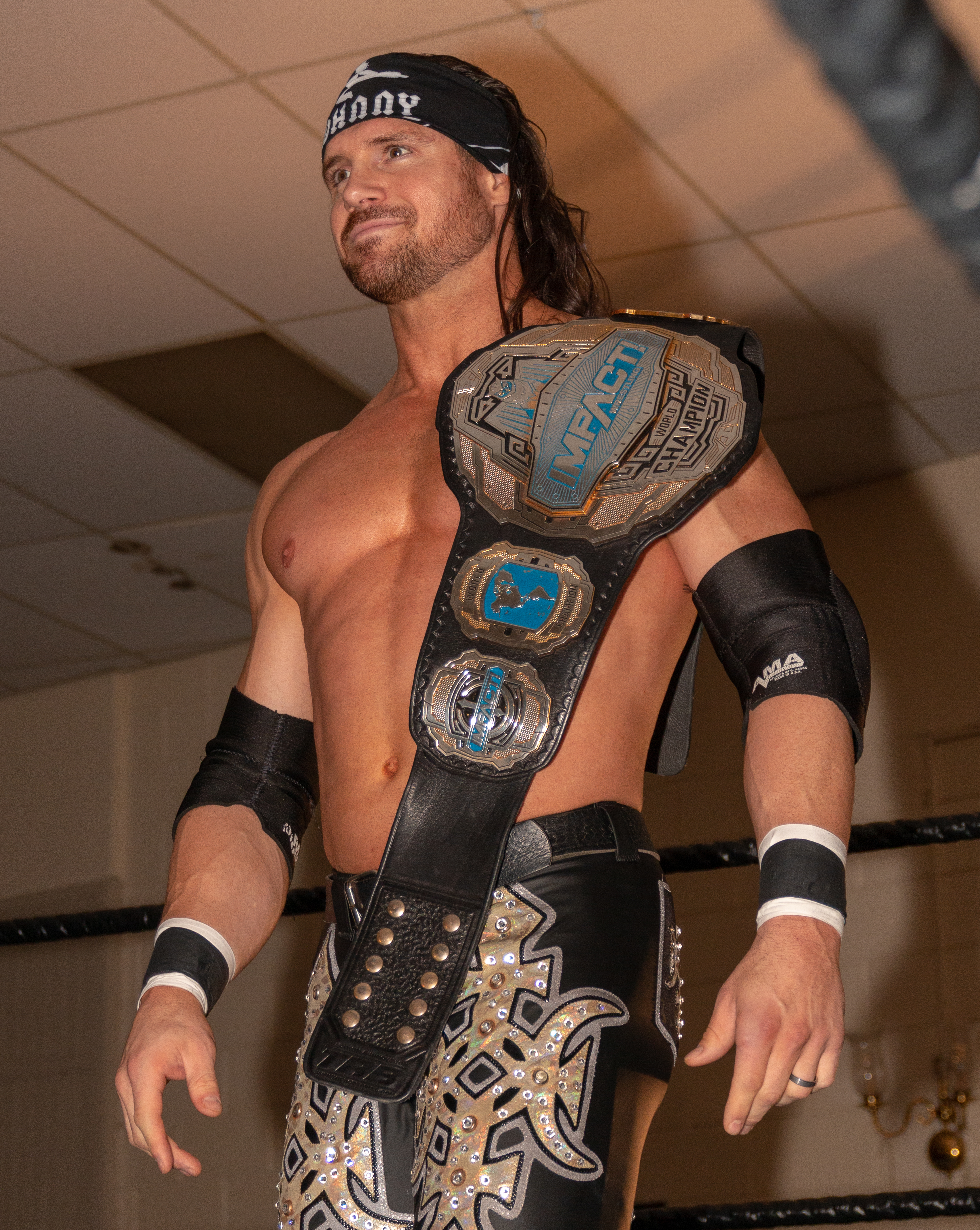
Johnny Impact com o quinto design do cinturão, introduzido em 2018, em sua versão original pintada de azul.
O quinto design do cinturão na versão pintada de vermelho, introduzido em 2020.
O sexto design do cinturão, introduzido em janeiro de 2024, quando a empresa retornou ao nome TNA Wrestling.

Até o momento, o campeonato teve sete designs de cinturão, sendo o design original (revelado em maio de 2007) o primeiro. Nesse design, a placa central apresentava a impressão de uma águia com as asas estendidas. A palavra "World" estava posicionada acima da cabeça da águia, em uma fita. A fita estava envolvida ao redor das asas e do corpo da águia. Cinco estrelas estavam gravadas na fita, passando sobre cada uma das asas da águia, e a palavra "Champion" estava gravada à medida que a fita passava sobre as garras da águia. As palavras "Heavyweight Wrestling" estavam impressas sobre o peito da águia. No topo da placa central, estava o logo da TNA. Quatro placas laterais menores tinham a impressão de um globo centralizado, com o logo da TNA no topo e na parte inferior de cada uma. Em cada extremidade do cinturão, havia uma pequena placa cobrindo os fechos do cinturão, com o logo da TNA gravado em cada uma.
Nas gravações de 8 de novembro de 2010, para o episódio de 11 de novembro do Impact!, a TNA apresentou um novo design para o cinturão do TNA World Heavyweight Championship, que o campeão Jeff Hardy chamou de "Immortal Championship", como parte da storyline Immortal. O novo design consistia em uma faixa roxa com uma placa central prateada, retratando uma cabeça mascarada (projetada para se assemelhar ao rosto de Hardy com pintura facial), com o logo da TNA na testa e linhas azuis ao longo da máscara. Havia quatro placas laterais irregulares e dodecagonais no cinturão, com formato de estrelas e bordas arredondadas em dois dos lados dessas placas.
O cinturão Immortal foi substituído pelo terceiro design do cinturão de campeonato nas gravações de 14 de março de 2011, para o episódio de 17 de março do Impact!, apresentado pelo campeão da época, Sting. O design consistia em sete placas de ouro sobre uma faixa de couro preta. A placa central tinha diamantes falsos alinhados ao longo de suas bordas arredondadas, semelhante ao Big Gold Belt. Acima da placa central, estava um grande logo da TNA Wrestling e, abaixo, as palavras "Heavyweight Champion" gravadas em prata. De cada lado da placa central, havia um grupo de três placas menores: uma com o logo da TNA gravado e as outras duas apresentando metades correspondentes de um globo, de cada lado da placa lateral com o logo da TNA. Esse cinturão—modificado com uma faixa branca—retornou em abril de 2020, quando Moose se declarou "campeão mundial dos pesos pesados da TNA" após derrotar vários ex-lutadores da TNA, enquanto a então campeã mundial do Impact, Tessa Blanchard, estava ausente devido às restrições de viagem causadas pela pandemia de COVID-19. O título de Moose permaneceu não reconhecido até fevereiro de 2021, quando foi oficialmente sancionado e reconhecido pelo vice-presidente executivo do Impact, Scott D'Amore.
Após o Slammiversary XV, tanto os cinturões do TNA quanto do GFW Global Championship original foram usados simultaneamente para representar a unificação de ambos os títulos. No Destination X 2017, o cinturão do GFW Global Championship, com um esquema de cores atualizado e logos do Impact nas placas laterais, tornou-se o único cinturão utilizado. Após a saída de Jeff Jarrett da promoção, a empresa voltou a adotar o nome Impact Wrestling e o cinturão foi atualizado com uma placa de nome Impact para refletir a mudança. Um novo design de título foi introduzido no Impact Wrestling's Redemption em 22 de abril de 2018. A placa central dourada apresenta o logo do Impact com "World Champion" inscrito abaixo do logo. Uma coruja fica acima do logo da Impact, representando a empresa-mãe do Impact, a Anthem Sports & Entertainment. De cada lado da placa central, há um grupo de quatro placas douradas menores, com as placas laterais internas apresentando metades correspondentes de um globo, com "World" inscrito acima dos globos e "Champion" abaixo deles, enquanto as placas laterais externas apresentam o logo do Impact, mas sem o design da coruja. Sombras azuis preencheram o logo do Impact, o design da coruja e os globos e logos nas placas laterais, mas em 2020, o cinturão foi modificado com sombreamento vermelho, substituindo o azul anterior, para refletir a nova cor do logo do Impact Wrestling, introduzido após a mudança para o AXS TV.
No Sacrifice, em 13 de março de 2021, o campeão mundial do Impact, Rich Swann, derrotou o campeão mundial dos pesos pesados Moose para unificar os dois títulos. Após isso, o cinturão vermelho do Impact (introduzido em 2020) e o cinturão branco da TNA foram usados juntos para representar o campeonato mundial unificado. O título unificado foi brevemente chamado de Impact Unified World Championship, antes de voltar a ser chamado de Impact World Championship, embora ainda fosse representado por ambos os cinturões (com o cinturão branco do TNA sendo substituído pouco depois pela versão original de faixa preta). Em agosto de 2021, após Christian Cage conquistar o título, o cinturão da TNA foi aposentado novamente.
Antes do Hard to Kill, em janeiro de 2024, a empresa voltou a usar o nome TNA. Para refletir essa mudança, o presidente da TNA, Scott D’Amore, apresentou a Alex Shelley, que foi o último campeão sob o nome Impact, um novo cinturão. O novo cinturão possui cinco placas douradas. A placa central ganhou mais altura, com a parte superior e inferior pontiagudas em forma de V, enquanto as laterais apresentam diversos formatos. No centro, a placa exibe a palavra "World" no topo, o logo da TNA sobre um globo dourado e vermelho no meio, e a palavra "Champion" na parte inferior. A primeira placa lateral ao lado da placa central, em ambos os lados, apresenta a inscrição "World Champion" em letras menores, com um globo no centro. A segunda placa lateral, também em ambos os lados, é dourada e tem o logo da TNA no meio. Já a terceira placa lateral, localizada no lado direito, apresenta o logo da Anthem em dourado e vermelho.

## Reinados

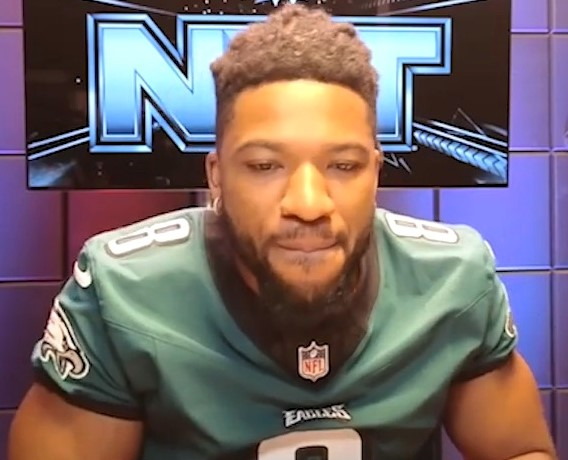
Atual campeão, Trick Williams.

No total, o título teve 62 reinados compartilhados entre 37 lutadores. O campeão inaugural foi Kurt Angle, que conquistou o título ao derrotar Christian Cage e Sting em uma luta triple threat no dia 13 de maio de 2007, no evento Sacrifice da TNA. Angle também detém o recorde de mais reinados, com seis. O primeiro reinado de Josh Alexander foi o mais curto, durando apenas três minutos, enquanto seu segundo reinado foi o mais longo, com 335 dias. Tessa Blanchard é a única mulher a ter conquistado o título mundial. O campeonato já ficou vago por sete ocasiões ao longo de sua história.
Trick Williams, do WWE NXT é o atual campeão em seu primeiro reinado. Ele derrotou o então campeão Joe Hendry no evento Battleground, realizado no dia 25 de maio de 2025, no Yuengling Center em Tampa, Flórida, tornando-se o primeiro lutador da WWE a conquistar o título.